# سولا سوبوالي
سولا سوبوالي (بالإنجليزية: Sola Sobowale)‏ (مواليد 26 ديسمبر 1963)، هي مُمثلة وكاتبة سيناريو ومُخرجة ومُنتجة نيجيرية.

## روابط خارجية
سولا سوبوالي على موقع IMDb (الإنجليزية)
- سولا سوبوالي على موقع قاعدة بيانات الفيلم (الإنجليزية)
- سولا سوبوالي على موقع كينوبويسك (الروسية)